# Vòng loại Giải vô địch bóng đá thế giới 1962 – Khu vực Nam Mỹ
Vòng loại khu vực Nam Mỹ cho Giải vô địch bóng đá thế giới 1962 có 7 đội tuyển tranh tài để giành 3 suất tham dự vòng chung kết.

## Thể thức
Trong số 7 đội tuyển tham dự, Paraguay được bốc thăm để thi đấu ở vòng play-off liên lục địa giữa CONMEBOL / CCCF / NAFC. Sáu đội còn lại được chia thành 3 cặp, mỗi cặp gồm 2 đội thi đấu theo thể thức lượt đi và lượt về. Đội thắng ở mỗi cặp sẽ giành quyền tham dự vòng chung kết.
Brasil không tham dự vòng loại vì đã giành quyền vào thẳng sau khi vô địch World Cup 1958. Chile cũng vào thẳng với tư cách là nước chủ nhà. Venezuela không tham dự vòng loại.

## Vòng bảng

### Bảng 1
| VT | Đội       | ST | T | H | B | BT | BB | HS | Đ | Giành quyền tham dự |  |     |     |
| -- | --------- | -- | - | - | - | -- | -- | -- | - | ------------------- |  | --- | --- |
| 1  | Argentina | 2  | 2 | 0 | 0 | 11 | 3  | +8 | 4 | 1962 FIFA World Cup |  | —   | 5–0 |
| 2  | Ecuador   | 2  | 0 | 0 | 2 | 3  | 11 | −8 | 0 |                     |  | 3–6 | —   |

| Ecuador                      | 3–6      | Argentina                                                                         |
| ---------------------------- | -------- | --------------------------------------------------------------------------------- |
| Spencer 81' · Raffo 83', 85' | Chi tiết | Corbatta 5' (ph.đ.), 40' · Pando 12' · Sosa 14' · Sanfilippo 47' · Ramaciotti 75' |

| Argentina                                                                      | 5–0      | Ecuador |
| ------------------------------------------------------------------------------ | -------- | ------- |
| Gómez 6' (l.n.) · Sanfilippo 53' · Corbatta 55' (ph.đ.) · Sosa 75' · Pando 89' | Chi tiết |         |

### Bảng 2
| VT | Đội     | ST | T | H | B | BT | BB | HS | Đ | Giành quyền tham dự |  |     |     |
| -- | ------- | -- | - | - | - | -- | -- | -- | - | ------------------- |  | --- | --- |
| 1  | Uruguay | 2  | 1 | 1 | 0 | 3  | 2  | +1 | 3 | 1962 FIFA World Cup |  | —   | 2–1 |
| 2  | Bolivia | 2  | 0 | 1 | 1 | 2  | 3  | −1 | 1 |                     |  | 1–1 | —   |

| Bolivia     | 1–1      | Uruguay     |
| ----------- | -------- | ----------- |
| Alcócer 54' | Chi tiết | Cubilla 23' |

| Uruguay                   | 2–1      | Bolivia     |
| ------------------------- | -------- | ----------- |
| Cabrera 3' · Escalada 39' | Chi tiết | Camacho 65' |

### Bảng 3
| VT | Đội      | ST | T | H | B | BT | BB | HS | Đ | Giành quyền tham dự |  |     |     |
| -- | -------- | -- | - | - | - | -- | -- | -- | - | ------------------- |  | --- | --- |
| 1  | Colombia | 2  | 1 | 1 | 0 | 2  | 1  | +1 | 3 | 1962 FIFA World Cup |  | —   | 1–0 |
| 2  | Perú     | 2  | 0 | 1 | 1 | 1  | 2  | −1 | 1 |                     |  | 1–1 | —   |

| Colombia    | 1–0      | Perú |
| ----------- | -------- | ---- |
| Escobar 27' | Chi tiết |      |

| Perú               | 1–1      | Colombia     |
| ------------------ | -------- | ------------ |
| Delgado 3' (ph.đ.) | Chi tiết | González 68' |

## Play-off liên lục địa
| Đội 1  | TTS | Đội 2    | Lượt đi | Lượt về |
| ------ | --- | -------- | ------- | ------- |
| México | 1–0 | Paraguay | 1–0     | 0–0     |

Mexico thắng với tổng tỷ số 1–0 và giành quyền tham dự Giải vô địch bóng đá thế giới 1962.

## Các đội tuyển vượt qua vòng loại
| Đội tuyển | Tư cách vượt qua vòng loại | Ngày vượt qua vòng loại | Số lần tham dự FIFA World Cup trước đây1 |
| --------- | -------------------------- | ----------------------- | ---------------------------------------- |
| Chile     | Chủ nhà                    | 10 tháng 6 năm 1956     | 2 (1930, 1950)                           |
| Brasil    | Đưong kim vô địch          | 29 tháng 6 năm 1958     | 6 (1930, 1934, 1938, 1950, 1954, 1958)   |
| Argentina | Nhất Bảng 1                | 17 tháng 12 năm 1960    | 3 (1930, 1934, 1958)                     |
| Uruguay   | Nhất Bảng 2                | 30 tháng 7 năm 1961     | 3 (1930, 1950, 1954)                     |
| Colombia  | Nhất Bảng 3                | 7 tháng 5 năm 1961      | 0 (lần đầu)                              |

1 Chữ in đậm chỉ đội vô địch năm đó. Chữ in nghiêng chỉ quốc gia đăng cai năm đó.

## Cầu thủ ghi bàn
3 bàn thắng
- Oreste Corbatta

2 bàn thắng
- Martín Pando
- José Sanfilippo
- Rubén Héctor Sosa
- Carlos Alberto Raffo

1 bàn thắng
- Ricardo José Maria Ramaciotti
- Máximo Alcócer
- Wilfredo Camacho
- Eusebio Escobar
- Héctor Garzon González
- Alberto Spencer
- Faustino Delgado
- Ángel Cabrera
- Luis Cubilla
- Guillermo Escalada

1 bàn phản lưới nhà
- Romulo Gómez (trong trận gặp Argentina)